# (2703) Rodari
(2703) Rodari est un astéroïde de la ceinture principale.

## Description
(2703) Rodari est un astéroïde de la ceinture principale. Il fut découvert le 29 mars 1979 à Naoutchnyï par Nikolaï Tchernykh. Il présente une orbite caractérisée par un demi-grand axe de 2,19 UA, une excentricité de 0,06 et une inclinaison de 6,0° par rapport à l'écliptique.

## Compléments